# شیری (فیلم)
شیری (انگلیسی: Shiri; کره‌ای: 쉬리; لاتین‌نویسی اصلاح‌شده: Swiri) یک فیلم اکشن محصول کره جنوبی سال ۱۹۹۹ به کارگردانی کانگ جی گیو است. شیری اولین فیلم بلاکباستر پرهزینهٔ با سبک هالیوود در صنعت سینمای کره جنوبی بود. (یعنی پس از رونق اقتصادی بزرگ کره در اواخر دههٔ ۱۹۹۰ میلادی)

## اقتباس
این فیلم بعداً به عنوان پایه و اساس برای مجموعه تلویزیونی آیریس تبدیل شد که بازیگران لی بیونگ هون و کیم ته هی در آن ایفای نقش کردند.